# Gramond
Gramond – miejscowość i gmina we Francji, w regionie Oksytania, w departamencie Aveyron. W 2013 roku jej populacja wynosiła 483 mieszkańców. 

## Historia
Pierwsze wzmianki o Gramond pochodzą z 1220 roku, kiedy to miasteczko stało się pańszczyzną (fr. seigneurie). W tym czasie został prawdopodobnie zbudowany zamek. W 1843 roku założono klasztor Dominikanów, a w 1890–1891 została przeprowadzona budowa nowego klasztoru. 

## Zabytki
Zabytki w miejscowości posiadające status monument historique:
- kapliczka (fr. oratoire) – z XVI wieku[2]

## Demografia
W 2013 roku populacja ówczesnej gminy Vermenton liczyła 483 mieszkańców. 
|  |

Źródła:
cassini/EHESS (dla danych z lat 1962-2006)
INSEE (dla danych z 2008 i 2013 roku)